# 14e étape du Tour d'Italie 2017
Pour un article plus général, voir Tour d'Italie 2017.
La 14e étape du Tour d'Italie 2017 se déroule le samedi 20 mai 2017, entre Castellania et Sanctuaire d'Oropa sur une distance de 131 km.

## Résultats

### Classement de l'étape
| \| Classement de l'étape \| Classement de l'étape \| Classement de l'étape \| Classement de l'étape \| Classement de l'étape \| \| Coureur \| Coureur \| Pays \| Équipe \| Temps \| \| --------------------- \| --------------------- \| --------------------- \| --------------------- \| --------------------- \| \| 1er \| Tom Dumoulin \| Pays-Bas \| Team Sunweb \| 3 h 02 min 34 s \| \| 2e \| Ilnur Zakarin \| Russie \| Katusha-Alpecin \| + 3 s \| \| 3e \| Mikel Landa \| Espagne \| Team Sky \| + 9 s \| \| 4e \| Nairo Quintana \| Colombie \| Movistar Team \| + 14 s \| \| 5e \| Thibaut Pinot \| France \| FDJ \| + 35 s \| \| 6e \| Adam Yates \| Royaume-Uni \| Orica-Scott \| + 41 s \| \| 7e \| Vincenzo Nibali \| Italie \| Bahrain-Merida \| + 43 s \| \| 8e \| Franco Pellizotti \| Italie \| Bahrain-Merida \| + 43 s \| \| 9e \| Steven Kruijswijk \| Pays-Bas \| LottoNL-Jumbo \| + 46 s \| \| 10e \| Tanel Kangert \| Estonie \| Astana \| + 46 s \| |                   |             |                 |                 |
| |                   |             |                 |                 |
| Source : ProCyclingStats |                   |             |                 |                 |
| Classement de l'étape |                   |             |                 |                 |
| Coureur | Coureur           | Pays        | Équipe          | Temps           |
| 1er | Tom Dumoulin      | Pays-Bas    | Team Sunweb     | 3 h 02 min 34 s |
| 2e | Ilnur Zakarin     | Russie      | Katusha-Alpecin | + 3 s           |
| 3e | Mikel Landa       | Espagne     | Team Sky        | + 9 s           |
| 4e | Nairo Quintana    | Colombie    | Movistar Team   | + 14 s          |
| 5e | Thibaut Pinot     | France      | FDJ             | + 35 s          |
| 6e | Adam Yates        | Royaume-Uni | Orica-Scott     | + 41 s          |
| 7e | Vincenzo Nibali   | Italie      | Bahrain-Merida  | + 43 s          |
| 8e | Franco Pellizotti | Italie      | Bahrain-Merida  | + 43 s          |
| 9e | Steven Kruijswijk | Pays-Bas    | LottoNL-Jumbo   | + 46 s          |
| 10e | Tanel Kangert     | Estonie     | Astana          | + 46 s          |

### Points attribués
|   | Cycliste          | Nat       | Équipe                        | Pts | Bonif |
| - | ----------------- | --------- | ----------------------------- | --- | ----- |
| 1 | Sergueï Lagoutine | Russie    | Gazprom-RusVelo               | 10  | 3 s   |
| 2 | Natnael Berhane   | Érythrée  | Dimension Data                | 6   | 2 s   |
| 3 | Daniel Martínez   | Colombie  | Wilier Triestina-Selle Italia | 3   | 1 s   |
| 4 | Caleb Ewan        | Australie | Orica-Scott                   | 2   |       |
| 5 | Benoît Vaugrenard | France    | FDJ                           | 1   |       |

|   | Cycliste          | Nat       | Équipe                        | Pts | Bonif |
| - | ----------------- | --------- | ----------------------------- | --- | ----- |
| 1 | Sergueï Lagoutine | Russie    | Gazprom-RusVelo               | 10  | 3 s   |
| 2 | Natnael Berhane   | Érythrée  | Dimension Data                | 6   | 2 s   |
| 3 | Daniel Martínez   | Colombie  | Wilier Triestina-Selle Italia | 3   | 1 s   |
| 4 | Caleb Ewan        | Australie | Orica-Scott                   | 2   |       |
| 5 | Benoît Vaugrenard | France    | FDJ                           | 1   |       |

| - Sprint final de Sanctuaire d'Oropa (km 131) \| \| Cycliste \| Nat \| Équipe \| Points \| Bonif \| \| -- \| ----------------- \| ----------- \| --------------- \| ------ \| ----- \| \| 1 \| Tom Dumoulin \| Pays-Bas \| Sunweb \| 25 \| 10 s \| \| 2 \| Ilnur Zakarin \| Russie \| Katusha-Alpecin \| 18 \| 6 s \| \| 3 \| Mikel Landa \| Espagne \| Sky \| 12 \| 4 s \| \| 4 \| Nairo Quintana \| Colombie \| Movistar \| 8 \| \| \| 5 \| Thibaut Pinot \| France \| FDJ \| 6 \| \| \| 6 \| Adam Yates \| Royaume-Uni \| Orica-Scott \| 5 \| \| \| 7 \| Vincenzo Nibali \| Italie \| Bahrain-Merida \| 4 \| \| \| 8 \| Franco Pellizotti \| Italie \| Bahrain-Merida \| 3 \| \| \| 9 \| Steven Kruijswijk \| Pays-Bas \| Lotto NL-Jumbo \| 2 \| \| \| 10 \| Tanel Kangert \| Estonie \| Astana \| 1 \| \| |                   |             |                 |        |       |
| | Cycliste          | Nat         | Équipe          | Points | Bonif |
| 1 | Tom Dumoulin      | Pays-Bas    | Sunweb          | 25     | 10 s  |
| 2 | Ilnur Zakarin     | Russie      | Katusha-Alpecin | 18     | 6 s   |
| 3 | Mikel Landa       | Espagne     | Sky             | 12     | 4 s   |
| 4 | Nairo Quintana    | Colombie    | Movistar        | 8      |       |
| 5 | Thibaut Pinot     | France      | FDJ             | 6      |       |
| 6 | Adam Yates        | Royaume-Uni | Orica-Scott     | 5      |       |
| 7 | Vincenzo Nibali   | Italie      | Bahrain-Merida  | 4      |       |
| 8 | Franco Pellizotti | Italie      | Bahrain-Merida  | 3      |       |
| 9 | Steven Kruijswijk | Pays-Bas    | Lotto NL-Jumbo  | 2      |       |
| 10 | Tanel Kangert     | Estonie     | Astana          | 1      |       |

### Cols et côtes
| - Sanctuaire d'Oropa, 1re catégorie (km 62,9) \| \| Cycliste \| Pays \| Équipe \| Points \| \| - \| ----------------- \| ----------- \| --------------- \| ------ \| \| 1 \| Tom Dumoulin \| Pays-Bas \| Sunweb \| 35 \| \| 2 \| Ilnur Zakarin \| Russie \| Katusha-Alpecin \| 18 \| \| 3 \| Mikel Landa \| Espagne \| Sky \| 12 \| \| 4 \| Nairo Quintana \| Colombie \| Movistar \| 9 \| \| 5 \| Thibaut Pinot \| France \| FDJ \| 6 \| \| 6 \| Adam Yates \| Royaume-Uni \| Orica-Scott \| 4 \| \| 7 \| Vincenzo Nibali \| Italie \| Bahrain-Merida \| 2 \| \| 8 \| Franco Pellizotti \| Italie \| Bahrain-Merida \| 1 \| |                   |             |                 |        |
| | Cycliste          | Pays        | Équipe          | Points |
| 1 | Tom Dumoulin      | Pays-Bas    | Sunweb          | 35     |
| 2 | Ilnur Zakarin     | Russie      | Katusha-Alpecin | 18     |
| 3 | Mikel Landa       | Espagne     | Sky             | 12     |
| 4 | Nairo Quintana    | Colombie    | Movistar        | 9      |
| 5 | Thibaut Pinot     | France      | FDJ             | 6      |
| 6 | Adam Yates        | Royaume-Uni | Orica-Scott     | 4      |
| 7 | Vincenzo Nibali   | Italie      | Bahrain-Merida  | 2      |
| 8 | Franco Pellizotti | Italie      | Bahrain-Merida  | 1      |

## Classements à l'issue de l'étape

### Classement général
| \| Classement général \| Classement général \| Classement général \| Classement général \| Classement général \| \| Coureur \| Coureur \| Pays \| Équipe \| Temps \| \| ------------------ \| ------------------ \| ------------------ \| ------------------ \| ------------------ \| \| 1er \| Tom Dumoulin \| Pays-Bas \| Team Sunweb \| 59 h 31 min 17 s \| \| 2e \| Nairo Quintana \| Colombie \| Movistar Team \| + 2 min 47 s \| \| 3e \| Thibaut Pinot \| France \| FDJ \| + 3 min 25 s \| \| 4e \| Vincenzo Nibali \| Italie \| Bahrain-Merida \| + 3 min 40 s \| \| 5e \| Ilnur Zakarin \| Russie \| Katusha-Alpecin \| + 4 min 24 s \| \| 6e \| Bauke Mollema \| Pays-Bas \| Trek-Segafredo \| + 4 min 32 s \| \| 7e \| Tanel Kangert \| Estonie \| Astana \| + 4 min 55 s \| \| 8e \| Domenico Pozzovivo \| Italie \| AG2R La Mondiale \| + 4 min 59 s \| \| 9e \| Bob Jungels \| Luxembourg \| Quick-Step Floors \| + 5 min 28 s \| \| 10e \| Andrey Amador \| Costa Rica \| Movistar Team \| + 5 min 36 s \| |                    |            |                   |                  |
| |                    |            |                   |                  |
| Source : ProCyclingStats |                    |            |                   |                  |
| Classement général |                    |            |                   |                  |
| Coureur | Coureur            | Pays       | Équipe            | Temps            |
| 1er | Tom Dumoulin       | Pays-Bas   | Team Sunweb       | 59 h 31 min 17 s |
| 2e | Nairo Quintana     | Colombie   | Movistar Team     | + 2 min 47 s     |
| 3e | Thibaut Pinot      | France     | FDJ               | + 3 min 25 s     |
| 4e | Vincenzo Nibali    | Italie     | Bahrain-Merida    | + 3 min 40 s     |
| 5e | Ilnur Zakarin      | Russie     | Katusha-Alpecin   | + 4 min 24 s     |
| 6e | Bauke Mollema      | Pays-Bas   | Trek-Segafredo    | + 4 min 32 s     |
| 7e | Tanel Kangert      | Estonie    | Astana            | + 4 min 55 s     |
| 8e | Domenico Pozzovivo | Italie     | AG2R La Mondiale  | + 4 min 59 s     |
| 9e | Bob Jungels        | Luxembourg | Quick-Step Floors | + 5 min 28 s     |
| 10e | Andrey Amador      | Costa Rica | Movistar Team     | + 5 min 36 s     |

### Classement du meilleur jeune
| Classement du meilleur jeune | Classement du meilleur jeune | Classement du meilleur jeune | Classement du meilleur jeune | Classement du meilleur jeune |
|                              | Coureur                      | Pays                         | Équipe                       | Temps                        |
| ---------------------------- | ---------------------------- | ---------------------------- | ---------------------------- | ---------------------------- |
| 1er                          | Bob Jungels                  | Luxembourg                   | Quick-Step Floors            | en 59 h 36 min 45 s          |
| 2e                           | Adam Yates                   | Royaume-Uni                  | Orica-Scott                  | + 2 min 15 s                 |
| 3e                           | Davide Formolo               | Italie                       | Cannondale-Drapac            | + 2 min 27 s                 |
| 4e                           | Jan Polanc                   | Slovénie                     | UAE Emirates                 | + 3 min 43 s                 |
| 5e                           | Simone Petilli               | Italie                       | UAE Emirates                 | + 10 min 34 s                |
| modifier                     |                              |                              |                              |                              |

### Classement aux points
| Classement par points | Classement par points | Classement par points | Classement par points | Classement par points |
| Coureur               | Coureur               | Pays                  | Équipe                | Points                |
| --------------------- | --------------------- | --------------------- | --------------------- | --------------------- |
| 1er                   | Fernando Gaviria      | Colombie              | Quick-Step Floors     | 315 pts               |
| 2e                    | Jasper Stuyven        | Belgique              | Trek-Segafredo        | 192 pts               |
| 3e                    | Sam Bennett           | Irlande               | Bora-Hansgrohe        | 117 pts               |
| 4e                    | Caleb Ewan            | Australie             | Orica-Scott           | 112 pts               |
| 5e                    | Lukas Pöstlberger     | Autriche              | Bora-Hansgrohe        | 98 pts                |
| 6e                    | Daniel Teklehaimanot  | Érythrée              | Dimension Data        | 86 pts                |
| 7e                    | Kristian Sbaragli     | Italie                | Dimension Data        | 76 pts                |
| 8e                    | Roberto Ferrari       | Italie                | UAE Team Emirates     | 70 pts                |
| 9e                    | Silvan Dillier        | Suisse                | BMC Racing Team       | 68 pts                |
| 10e                   | Ryan Gibbons          | Afrique du Sud        | Dimension Data        | 68 pts                |

### Classement du meilleur grimpeur
| Classement du meilleur grimpeur | Classement du meilleur grimpeur | Classement du meilleur grimpeur | Classement du meilleur grimpeur | Classement du meilleur grimpeur |
| ------------------------------- | ------------------------------- | ------------------------------- | ------------------------------- | ------------------------------- |
|                                 | Coureur                         | Pays                            | Équipe                          | Point(s)                        |
| 1er                             | Tom Dumoulin                    | Pays-Bas                        | Sunweb                          | 51 points                       |
| 2e                              | Omar Fraile                     | Espagne                         | Dimension Data                  | 49 pts                          |
| 3e                              | Jan Polanc                      | Slovénie                        | UAE Emirates                    | 46 pts                          |
| 4e                              | Nairo Quintana                  | Colombie                        | Movistar                        | 44 pts                          |
| 5e                              | Ilnur Zakarin                   | Russie                          | Katusha-Alpecin                 | 37 pts                          |
| modifier                        |                                 |                                 |                                 |                                 |

### Classements par équipes

#### Classement au temps
| Classement par équipes | Classement par équipes | Classement par équipes | Classement par équipes |
| Équipe                 | Équipe                 | Pays                   | Temps                  |
| ---------------------- | ---------------------- | ---------------------- | ---------------------- |
| 1re                    | Movistar Team          | Espagne                | 178 h 52 min 59 s      |
| 2e                     | Astana                 | Kazakhstan             | + 3 min 54 s           |
| 3e                     | UAE Team Emirates      | Émirats arabes unis    | + 10 min 21 s          |
| 4e                     | Bahrain-Merida         | Bahreïn                | + 20 min 36 s          |
| 5e                     | FDJ                    | France                 | + 23 min 04 s          |
| 6e                     | Cannondale-Drapac      | États-Unis             | + 23 min 18 s          |
| 7e                     | AG2R La Mondiale       | France                 | + 24 min 01 s          |
| 8e                     | Team Sunweb            | Allemagne              | + 30 min 16 s          |
| 9e                     | BMC Racing Team        | États-Unis             | + 36 min 54 s          |
| 10e                    | Sky                    | Royaume-Uni            | + 43 min 44 s          |

#### Classement aux points
| Classement par équipes aux points | Classement par équipes aux points | Classement par équipes aux points | Classement par équipes aux points |
| Équipe                            | Équipe                            | Pays                              | Points                            |
| --------------------------------- | --------------------------------- | --------------------------------- | --------------------------------- |
| 1re                               | Quick-Step Floors                 | Belgique                          | 390 pts                           |
| 2e                                | Bora-Hansgrohe                    | Allemagne                         | 272 pts                           |
| 3e                                | UAE Team Emirates                 | Émirats arabes unis               | 259 pts                           |
| 4e                                | Dimension Data                    | Afrique du Sud                    | 257 pts                           |
| 5e                                | Trek-Segafredo                    | États-Unis                        | 235 pts                           |
| 6e                                | Team Sunweb                       | Allemagne                         | 212 pts                           |
| 7e                                | Orica-Scott                       | Australie                         | 163 pts                           |
| 8e                                | Lotto-Soudal                      | Belgique                          | 155 pts                           |
| 9e                                | Movistar Team                     | Espagne                           | 154 pts                           |
| 10e                               | Bahrain-Merida                    | Bahreïn                           | 138 pts                           |

## Abandons
- 100 -  André Greipel (Lotto-Soudal) : Non partant
- 216 -  Jakub Mareczko (Wilier Triestina-Selle Italia) : Non partant